# Château d'Ombret
Le château d'Ombret est situé sur la commune de Saugues (France).

## Localisation
Le château est situé sur la commune de Saugues, dans le département de la Haute-Loire, dans la région Auvergne-Rhône-Alpes.

## Description
Édifié à la fin du XVIe siècle, ce château est une construction d'esprit encore entièrement médiéval, assez caractéristique de la région. Il est constitué d'un bâtiment de plan rectangulaire flanqué d'une grosse tour et de trois échauguettes d'angle. La plupart des baies à meneaux et croisées paraissent d'époque moderne. La porte principale de la façade Est est de style première Renaissance. Une galerie couverte supérieure présente des mâchicoulis réunis par des linteaux allégés par des arcs en accolade. Cet édifice constitue un témoignage des maisons-fortes du Velay.

## Histoire
Le château fait l'objet d'une inscription partielle au titre des monuments historiques depuis le 3 octobre 1983.

## Protection
Éléments protégés : les façades et les toitures.